# Lacrymospora
Lacrymospora is een monotypisch geslacht van schimmels uit de familie Pyrenulaceae. Het bevat alleen Lacrymospora parasitica. De naam van het geslacht werd in 1991 geldig gepubliceerd door de Nederlandse mycoloog André Aptroot.